# بدجنس (ترانه تیلور سوئیفت)
بدجنس (به انگلیسی: Mean) سومین تک‌آهنگ از آلبوم حالا صحبت کن تیلور سوئیفت، خواننده و ترانه‌سرای آمریکایی است. ترانه‌سرای این اثر تیلور سوئیفت و تهیه‌کنندهٔ آن ناتان چاپمن است. بدجنس در جدول ۱۰۰ آهنگ داغ بیلبورد به رتبه ۱۱ و در ۱۰۰ آهنگ داغ کانادا به رتبه ۱۰ رسید. تیلور سوئیفت پیش از انتشار این اهنگ گفته‌بود این آهنگ جوابی‌است برای مردمی که از هر چه او انجام می‌دهد؛ انتقاد می‌کنند.

## انتشار
بدجنس در فروشگاه رسمی سوئیفت در دو نوع بسته‌بندی ویژه منتشر شد که نوع اول شامل تی‌شرت و سی‌دی این آهنگ و امضای تیلور سوئیفت و نوع دوم با بسته‌بندی دیگر و بدون امضا بود. فقط ۲٬۵۰۰ نسخه از این بسته‌ها ساخته شد.